# Mordechaj Wajsberg

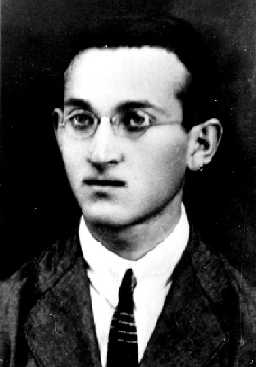
Mordechai Waisberg

Mordechai Wajsberg (Łomża, 10 mei 1902 -  † tijdens de Tweede Wereldoorlog) was een Poolse wiskundige en logicus die wordt toegeschreven aan de Lemberg-Warschau-school.

## Leven en carrière
In 1923 studeerde Wajsberg af aan het Szymon Goldlust Gymnasium in Łomża, met onderbrekingen als gevolg van de vijandelijkheden van de Eerste Wereldoorlog (vanaf 1914) en dienst in het Poolse leger tijdens de Pools-Russische Oorlog (1920). Daarna studeerde hij vanaf oktober 1923 filosofie aan de Universiteit van Warschau. Wajsberg specialiseerde zich in wiskundige logica onder de voogdij van Jan Łukasiewicz, Stanisław Leśniewski en Tadeusz Kotarbiński en studeerde af op 2 oktober 1928. Van augustus 1929 tot september 1930 diende Wajsberg opnieuw in het Poolse leger, om zich onmiddellijk in te schrijven als doctoraalstudent aan de Universiteit van Warschau. In 1931 promoveerde hij en na een lang verblijf in Warschau werkte hij eerst in 1933 als leraar op een middelbare school in Kowel (Wolhynië) en daarna in zijn geboortestad Łomża, waar hij wetenschappelijke werken over wiskundige logica bleef publiceren. In Łomża breidde Wajsberg zijn driewaardige logica uit tot algemene systemen met n-waarden.
Exacte informatie geven over het leven en de dood van Mordechai Wajsberg na de Duitse inval in Polen in september 1939 is niet mogelijk. De auteur Stanisław Surma gaat ervan uit dat Wajsberg, nadat het getto van Łomża was ontruimd in november 1942, werd vermoord door de Duitse bezettingstroepen. (→ Holocaust)

## Wetenschappelijke prestaties
Vanaf 1926 schreef Wajsberg zijn eigen wetenschappelijke werk over het onderwerp wiskundige logica. Vanaf 1927 correspondeerde hij met de Amerikaanse logicus en filosoof Clarence Irving Lewis, de grondlegger van de axiomatische modale logica. Wajsberg was de eerste die axiomatiseringsvragen van de driewaardige logica L3 behandelde. Ook zijn proefschrift uit 1931, getiteld “Een axiomasysteem van de driewaardige propositielogica”, behoort tot dit gebied. Het in dit werk gedefinieerde axiomasysteem is echter niet compleet, d.w.z. niet elke mogelijke waarheidsfunctie van driewaardige logica kan op basis daarvan worden gedefinieerd.
Bij de behandeling van Lewis' systematische onderzoeken, onderzocht Wajsberg in het bijzonder het probleem van de semantische karakterisering van modaal-logische systemen en verder de kwestie van de relatie tussen Lewis' systemen en de klassieke propositielogica. In zijn latere wetenschappelijke werk ontwikkelde hij een speciale methode om de volledigheid van de propositieberekening alleen met de implicatie te bewijzen.
Ter ere van Wajsberg werd de Wajsberg-algebra in 1984 geïntroduceerd als een alternatieve modellering van een meerwaardige Łukasiewicz-logica. Het onderwerp van huidig onderzoek is de toepassing van de Wajsberg-algebra en afgeleide systemen in de kwantumlogica (per 2020).

## Publicaties
- Een axiomasysteem van de driewaardige propositiecalculus. Comptes Rendus des seances de la Société des Sciences et des lettres de Varsovie XXIV 1931, Classe III.
- Op axiomasystemen van propositiecalculus. In: Maandbladen voor wiskunde en natuurkunde. 39 Deel 1. Uitgave, Leipzig 1932.
- Een nieuw axioma van de propositiecalculus in de symboliek van Sheffer. In: Maandbladen voor wiskunde en natuurkunde. 39 volume, 2 Uitgave, Leipzig 1932.
- Onderzoek naar de functieberekening voor eindige domeinen van individuen. In: Wiskundige Annalen. Deel 108, nummer 2, Springer, Berlijn 1933.
- Een uitgebreide klassenberekening. In: Maandbladen voor wiskunde en natuurkunde. 40 Deel 1. Uitgave, Leipzig 1933.
- bijdrage aan de metathematiek. In: Wiskundige Annalen. Jaargang 109, 1933-1934, blz. 200-229.
- Bijdragen aan de meta-statement calculus I. In: Maandelijkse uitgaven voor wiskunde en natuurkunde. 42 Deel 1. December 1935, blz. 221-242.
- Onderzoek naar bewijzen van onafhankelijkheid met behulp van (de) matrixmethode. In: Wiadomości Matematyczne. Jaargang 41, 1936, blz. 33-70.
- Studies over de propositiecalculus door A. Heyting. In: Wiadomości matematyczne. Deel 46, 1938, blz. 45-101.
- Metalogische bijdragen. In: Wiedomości matematyczne. Deel 43, 1937, blz. 131-168.
- Metalogische Bijdragen II. In: Wiedomości matematyczne. Deel 47, 1939, blz. 119-139.
- Overzicht van het werk van Eugene Ch. Mihailescu: ‹Recherches sur les formes normales par rapport à l'équivalence et la disjonction dans le calcul des propositions›. In: Annales Scientifiques de l'Université de Jassy, première partie. Deel 25, 1939, blz. 73-152, gepubliceerd in: Journal of Symbolic Logic. Deel 4, 1939, blz. 91-92.